# الدوري التشيكوسلوفاكي 1955
الدوري التشيكوسلوفاكي 1955 هو الموسم 49 من الدوري التشيكوسلوفاكي ‏. أقيم خلال الفترة 12 مارس 1955 وحتى 27 نوفمبر 1955، وأشرف على تنظيمه اتحاد جمهورية التشيك لكرة القدم، وكان عدد الأندية المشاركة فيه 12، وفاز فيه نادي سلوفان براتيسلافا.